# Karolos Papoulias
Karolos Papoulias (în greacă Κάρολος Παπούλιας) (n. 4 iunie 1929, Ioannina, Epir, Grecia – d. 26 decembrie 2021, Atena, Grecia) a fost un politician socialist grec, președinte al Republicii Elene, pe durata a două mandate, în perioada 12 martie 2005 - 13 martie 2015.
S-a născut la Ioannina, capitala istorică a Epirului, într-o familie de origine aromână. Papoulias a fost un colaborator apropiat al fostului premier socialist grec Andreas Papandreou ajungând ministru de externe în anii 1980. În 2005 parlamentul elen l-a ales în funcția de președinte al țării.